# リメンバー・ロックンロール・レイディオ?
「リメンバー・ロックンロール・レイディオ?」（原題 : Do You Remember Rock 'n' Roll Radio?）は、アメリカのパンク・ロック・バンド、ラモーンズの楽曲。1980年に発売された5作目のオリジナル・アルバム『エンド・オブ・ザ・センチュリー』に収録され、同年5月16日に同作からの第2弾シングルとしてリカットされた。楽曲のプロデューサーはフィル・スペクター。
発売当初の邦題は「思い出のロックンロール・ラジオ」で、日本音楽著作権協会にもこの邦題で登録されている。

## 背景
本作では、メンバーが聴いて育った1950年代のポップソングに基づいて、ギター、ベース、ドラムスといった基本編成のほかに、ピアノ、トランペット、管楽器、サクソフォーン、シンセサイザーなど多数の楽器が使用されている。
本作が収録されたアルバムのタイトル「エンド・オブ・ザ・センチュリー」は、本作の歌詞にある「It's the end, the end of the seventies/It's the end, the end of the century.」というフレーズに由来しており、2003年にはこのフレーズを題したドキュメンタリー映画『END OF THE CENTURY』が公開された。
当時ラモーンズは、1960年代後半に流行したサイケデリック・ロックや1970年代初期に流行したプログレッシブ・ロックから脱却し、原点となるロックンロールに立ち返ることを考えており、本作の「We need change, we need it fast/Before rock's just part of the past/'Cause lately it all sounds the same to me」というフレーズは、これについての言及である。
歌詞には、マレー・ザ・K、ジョン・レノン、ジェリー・リー・ルイス、T・レックス、バーバリアンズ、アラン・フリードなど、メンバーが影響を受けたバンドやアーティストの名前が登場する。この他にも『エド・サリヴァン・ショー』『Shindig!』といった音楽番組のタイトルも登場する。

## パーソネル
ラモーンズ
- ジョーイ・ラモーン - ボーカル
- ジョニー・ラモーン - ギター、ボーカル
- ディー・ディー・ラモーン - ベース、ボーカル
- マーキー・ラモーン - ドラムス

外部ミュージシャン
- スティーヴ・ダグラス - サクソフォーン
- バリー・ゴールドバーグ - ピアノ、オルガン

## シングル盤収録曲
| 全作詞・作曲: ディー・ディー・ラモーン、ジョニー・ラモーン、ジョーイ・ラモーン。 |                                                                                   |                                                                      |                                                                      |      |
| #                                                                                | タイトル                                                                          | 作詞                                                                 | 作曲・編曲                                                           | 時間 |
| A.                                                                               | 「リメンバー・ロックンロール・レイディオ?」(Do You Remember Rock 'n' Roll Radio?) | ディー・ディー・ラモーン 、 ジョニー・ラモーン 、 ジョーイ・ラモーン | ディー・ディー・ラモーン 、 ジョニー・ラモーン 、 ジョーイ・ラモーン | 3:50 |
| B.                                                                               | 「レッツ・ゴー」(Let's Go)                                                        | ディー・ディー・ラモーン 、 ジョニー・ラモーン 、 ジョーイ・ラモーン | ディー・ディー・ラモーン 、 ジョニー・ラモーン 、 ジョーイ・ラモーン | 3:02 |
| 合計時間:                                                                        | 合計時間:                                                                         | 6:52                                                                 |                                                                      |      |

## チャート成績
| チャート（1980年）  | 最高位 |
| ------------------- | ------ |
| UK シングルス (OCC) | 54     |

## メディアでの使用
本作の冒頭のリフが、2007年に公開されたアニメ映画『シュレック3』の予告編で使用され、同作のサウンドトラックにも収録されている。
日本では、スズキの乗用車「ソリオ」のCMで独自のアレンジが施された音源が使用されている。
また、福山雅治がパーソナリティーを務めた『オールナイトニッポン』木曜2部時代（1992年1月〜9月・ニッポン放送）と後継番組にあたる『福山雅治のオールナイトニッポンサタデースペシャル・魂のラジオ』（2000年4月〜2015年3月・同）のオープニング曲としても使用されていた。2022年現在は『福山雅治と荘口彰久の「地底人ラジオ」』（2018年〜・渋谷のラジオほか）にて、2020年10月からオープニング曲として使われている。

## 他アーティストによるカバー
| 発売年 | アーティスト       | 収録作品                                                                   | 備考 |
| ------ | ------------------ | -------------------------------------------------------------------------- | --- |
| 1985年 | The 原爆オナニーズ | アルバム『Nuclear Cowboy』                                                 | |
| 1995年 | 柳原幼一郎         | アルバム『ドライブ・スルー・アメリカ』                                     | 独自の訳詞を付けた日本語カバー。 邦題は「ロックンロール・レイディオ」となっている。                                     |
| 2003年 | キッス             | トリビュート・アルバム『WE’RE A HAPPY FAMILY』                             | 2009年よりヴィッセル神戸ホームゲームのスターティングメンバー発表時のBGMとして使用されている。                           |
| 2004年 | THE COLTS          | アルバム『ROCK'N ROLL COASTER YEAH! YEAH!』                                | タイトルは「思い出のロックンロール・ラジオ」となっている。                                                              |
| 2005年 | The Feebles        | トリビュート・アルバム『Leaving Home: A Norwegian Tribute To the Ramones』 | |
| 2005年 | Full Brown Cherry  | トリビュート・アルバム『The Rockabilly Tribute To the Ramones』            | |
| 2005年 | 布袋寅泰           | ライブ・アルバム『MONSTER DRIVE PARTY!!!』                                 | 2005年7月18日にZepp Tokyoで開催されたライブでの音源。                                                                   |
| 2008年 | ジェシー・マリン   | アルバム『On Your Sleeve』                                                 | |
| 2009年 | DJ OZMA            | アルバム『I ♥ PARTY PEOPLE 3 EXCLUSIVE BOX』                               | キッスによるカバー・バージョンを基にしており、音楽イベント「氣志團万博」のオープニング映像のBGMとしても使用されている。 |
| 2010年 | Sleazy Joe         | ライブ・アルバム『Close Enough for Rock N' Roll... Live!』                 | |
| 2011年 | ノエル・アクショテ | アルバム『Revolver, Vol. 1』                                               | |

この他、氣志團は自身が主催するライブイベント『氣志團万博』の2019年の開催で、東京スカパラダイスオーケストラをゲストに迎えてカバーした。